# آرامگاه شیخ عزالدین داوود
بقعه شیخ عزالدین داوود مربوط به سده‌های میانی دوران‌های تاریخی پس از اسلام است و در شهرستان تفت، بخش مرکزی، دهستان نصرآباد، روستای نصرآباد واقع شده و این اثر در تاریخ ۱۸ شهریور ۱۳۸۷ با شمارهٔ ثبت ۲۳۱۴۹ به‌عنوان یکی از آثار ملی ایران به ثبت رسیده است.